# Championnat des Bahamas de football 2017-2018
Navigation
Édition suivante
La saison 2017-2018 du Championnat des Bahamas de football est la vingt-septième édition de la BFA Senior League, le championnat de première division aux Bahamas. Les dix meilleures équipes des îles sont regroupées au sein d’une poule unique.
Les Western Warriors sont le tenant du titre. À l'issue de la saison, c'est la University of the Bahamas qui remporte son premier trophée de champion national. Une équipe, le Kickers FC, ne va pas au bout de la saison puisqu'elle abandonne après seulement quatre journées.

## Les équipes participantes
| \| Nassau : Baha Juniors Bears FC Breeze Eagles Cavalier FC Dynamos FC Future Stars University of the Bahamas United FC Western Warriors Nassau Renegades FC Kickers FC \| Localisation des équipes engagées. |
| Nassau : Baha Juniors Bears FC Breeze Eagles Cavalier FC Dynamos FC Future Stars University of the Bahamas United FC Western Warriors Nassau Renegades FC Kickers FC                                          |

Avant le lancement de la saison, le College of the Bahamas FC devient le University of the Bahamas FC tandis que le Lyford Cay FC devient le Renegades FC.
Toutes les équipes se trouvent sur l'île New Providence, hormis le Kickers FC qui est localisé sur l'île de Grand Bahama.
| Club                      | Ville      | Stade                            |
| ------------------------- | ---------- | -------------------------------- |
| Baha Juniors              | Nassau     | Roscow A. L. Davies Soccer Field |
| Bears FC                  | Nassau     | Stade Thomas-Robinson            |
| Breeze Eagles             | Nassau     | Roscow A. L. Davies Soccer Field |
| Cavalier FC               | Nassau     | Stade Thomas-Robinson            |
| Dynamos FC                | Nassau     | Roscow A. L. Davies Soccer Field |
| Kickers FC                | Freeport   |                                  |
| Future Stars              | Nassau     | Roscow A. L. Davies Soccer Field |
| Renegades FC              | Lyford Cay | Roscow A. L. Davies Soccer Field |
| University of the Bahamas | Nassau     | Stade Thomas-Robinson            |
| United FC                 | Nassau     | Roscow A. L. Davies Soccer Field |
| Western Warriors          | Nassau     | Roscow A. L. Davies Soccer Field |

Légende des couleurs
- Tenant du titre

## Compétition
Le barème utilisé pour établir le classement est le suivant :
- Victoire : 3 points
- Match nul : 1 point
- Défaite : 0 point

### Classement
| Rang | Équipe                    | Pts | J | G | N | P | Bp | Bc | Diff |
| ---- | ------------------------- | --- | - | - | - | - | -- | -- | ---- |
| 1    | University of the Bahamas | 25  | 9 | 8 | 1 | 0 | 22 | 4  | +18  |
| 2    | Western Warriors T        | 23  | 9 | 7 | 2 | 0 | 48 | 8  | +40  |
| 3    | Bears FC                  | 19  | 9 | 6 | 1 | 2 | 35 | 17 | +18  |
| 4    | Dynamos FC                | 16  | 9 | 5 | 1 | 3 | 25 | 15 | +10  |
| 5    | Renegades FC              | 12  | 9 | 3 | 3 | 3 | 27 | 24 | +3   |
| 6    | Breezes Eagles            | 11  | 9 | 2 | 5 | 2 | 18 | 15 | +3   |
| 7    | United FC                 | 8   | 9 | 2 | 2 | 5 | 16 | 24 | -8   |
| 8    | Baha Juniors              | 6   | 9 | 1 | 3 | 5 | 12 | 19 | -7   |
| 9    | Future Stars              | 5   | 9 | 1 | 2 | 6 | 16 | 29 | -13  |
| 10   | Cavalier FC               | 0   | 9 | 0 | 0 | 9 | 5  | 69 | -64  |
| -    | Kickers FC                | 0   | 4 | 0 | 0 | 4 | 2  | 45 | -43  |

|  | Champion            |
|  | T : Tenant du titre |

## Bilan de la saison
| Championnat des Bahamas de football 2017-2018 |                                       |
| Champion                                      | University of the Bahamas (1er titre) |
| Dauphin                                       | Western Warriors                      |
| Coupes et trophées                            |                                       |
| Vainqueur de la Coupe des Bahamas 2017-2018   | Western Warriors                      |
| Qualifications continentales                  |                                       |
| Caribbean Club Shield 2019                    | Aucun inscrit                         |